# عبدالرضا علیزاده (حقوق‌دان)
عبدالرضا علیزاده عضو هیئت علمی دانشکده حقوق پردیس فارابی دانشگاه تهران و دانشیار گروه حقوق خصوصی و از سال ۱۳۹۸ تاکنون مدیر گروه حقوق خصوصی دانشکده حقوق پردیس فارابی دانشگاه تهران است.

## زندگی
وی در شهر رشت به دنیا آمد و پس از طی آموزش‌های عمومی و برخی دروس مقدماتی حوزه به منظور تکمیل تحصیلات خود راهی حوزه علمیه قم شد. علیزاده از سال ۱۳۶۲ به قم رفت و دروس حوزوی را تا تخصصی‌ترین سطوح نزد اساتیدی همچون وحید خراسانی و هاشمی شاهرودی ادامه داد. وی به صورت همزمان و از سال ۱۳۶۹ تحصیل در رشته حقوق را در مجتمع آموزش عالی قم وابسته به دانشگاه تهران (پردیس فارابی کنونی) آغازید و بلافاصله پس از پایان این دوره از سال ۱۳۷۳ در دوره کارشناسی ارشد حقوق خصوصی دانشگاه تهران مشغول به تحصیل شد. در کنار آموزشهای حوزوی و حقوقی، در پژوهشگاه حوزه و دانشگاه در دوره کارشناسی ارشد پیوسته جامعه‌شناسی شرکت کرد و پس از اتمام تحصیل جامعه‌شناسی در همان‌جا به عنوان محقق به تحقیق پرداخت. علیزاده در سال ۱۳۷۶ در دوره دکتری حقوق خصوصی دانشگاه تهران پذیرفته شد و در سال ۱۳۷۳ از رساله دکتری خود با موضوع حقوق‌شناسی اجتماعی دفاع کرد. علیزاده از سال ۱۳۸۳ تا کنون در پردیس فارابی دانشگاه تهران تدریس می‌کند.

## سوابق پژوهشی
از جمله سوابق برجسته پژوهشی وی می‌توان به همکاری در ترجمه کتاب وبر و اسلام اثر برایان ترنر اشاره کرد. او همچنین کتاب جامعه‌شناسی معرفت را به عنوان مجری طرح و با همکاری دکتر حسین اژدری زاده و دکتر مجید کافی تألیف کرد. این کتاب سه جایزه علمی دبیرخانه دین پژوهان کشور، کتاب سال حوزه علمیه قم و کتاب سال دانشجویی را به خود اختصاص داد. شاخص‌ترین اثر علیزاده را می‌توان کتاب «مبانی رویکرد اجتماعی به حقوق» دانست، که طرح‌ریزی پروژه جامعه‌شناسی حقوق در نوشته‌های فارسی و امکان‌سنجی پذیرش پویایی اجتماعی قواعد حقوقی با توجه به مبانی حقوق ایران است. این اثر در مجله کتاب ماه مورد بررسی قرار گرفت.
کتاب مبانی رویکرد اجتماعی به حقوق برنده جایزه کتاب سال جمهوری اسلامی ایران شد. خبرگزاری ایسنا در گزارشی به بررسی کتاب مبانی رویکرد اجتماعی به حقوق پرداخت.

## جامعه‌شناسی حقوق
علیزاده با طرح جامعه‌شناسی حقوق در ایران، در صدد نشان دادن کاربرد ابزارهای جامعه‌شناسانه به منظور ایجاد تحولات حقوقی است. اگر ولایت مطلقه فقیه را بتوان تلاشی فقهی برای حل اقتضائات حکومت مسلمانان در جهان کنونی دانست و روشنفکری دینی را بازصورتبندی کلام و اعتقادات شیعی به این منظور تلقی کرد، جامعه‌شناسی حقوق در صدد حل این مشکل از رهگذار ایجاد تحول در نظام حقوقی است. وی بر آن است که باید به خاستگاه‌های اجتماعی احکام مربوط به معاملات در فقه (که از بدو مشروطیت نقش بزرگی در نظام حقوقی ایران ایفا می‌کرده است) توجه کرد. استمرار این احکام، منوط به استمرار همان شرایط اجتماعی سابق است. اگر امروز با تحولات عمده در مناسبات اجتماعی روبروییم، نمی‌توان حکم به استمرار همان مناسبات حقوقی قدیمی داد. همان گونه که جامعه‌شناسی حقوق به عنوان یک گرایش بین‌رشته‌ای در تمامی کشورها توانسته تأخر حقوقی نسبت به پدیده‌های اجتماعی را سامان دهد، در ایران نیز چنین توانی را دارد.
آرا و نظرات علیزاده در زمینه جامعه‌شناسی حقوق موجب شد تا خاویر تروینو، نویسنده کتاب Sociology of Law از او بخواهد بر کتابش توصیه‌نامه بنویسد.